# Julus erythropareidus
Julus erythropareidus är en mångfotingart som beskrevs av Brandt 1841. Julus erythropareidus ingår i släktet Julus och familjen kejsardubbelfotingar. Inga underarter finns listade i Catalogue of Life.